# Konwencja o zwalczaniu nielegalnego obrotu środkami odurzającymi i substancjami psychotropowymi
Konwencja Narodów Zjednoczonych o zwalczaniu nielegalnego obrotu środkami odurzającymi i substancjami psychotropowymi z 1988 roku – umowa międzynarodowa ONZ, której celem jest ograniczenie dostępu do prekursorów (materiałów wyjściowych) niezbędnych do nielegalnej produkcji substancji psychoaktywnych objętych Jednolitą konwencją o środkach odurzających lub Konwencją o substancjach psychotropowych, a ponadto zwalczanie przemytu narkotyków i prania brudnych pieniędzy pochodzących z handlu narkotykami.
Stronami jest 191 państw. Weszła w życie 11 listopada 1990 r. Zgodnie z artykułem 34 depozytariuszem jest Sekretarz Generalny ONZ. Język autentyczny: arabski, angielski, chiński, francuski, hiszpański i rosyjski (art. 33). Spory rozstrzyga Międzynarodowy Trybunał Sprawiedliwości, chyba że strony uzgodnią inny sposób (art. 32).
Środki objęte kontrolą klasyfikuje w dwóch tabelach. Pierwsza z nich zawiera substancje, które mogą z dużym prawdopodobieństwem posłużyć do produkcji nielegalnych substancji, a druga z nich zawiera takie substancje, które są często stosowane do produkcji innych chemikaliów. Wykazy są dostępne na "czerwonej liście" Międzynarodowego Organu Kontroli Środków Odurzających (International Narcotics Control Board).
W Polsce zamiast tabel z tej konwencji obowiązują kategorie prekursorów według prawa Unii Europejskiej, które jednak pokrywają się co do listy substancji (ale nie kategoryzacji) z tabelami Konwencji.